# Bienal de Artes Plásticas da Festa do Avante!
A Bienal de Artes Plásticas da Festa do "Avante!" realiza-se a cada dois anos no espaço da Festa do Avante!, a sua primeira exposição foi realizada no Jamor em 1977. A Bienal do Avante é organizada pelo Partido Comunista Português e constituiu-se, desde o início, como uma das bienais de artes plásticas mais marcantes em Portugal e de grande referência para toda a dinâmica de bienais de arte, que vem até aos nossos dias. 

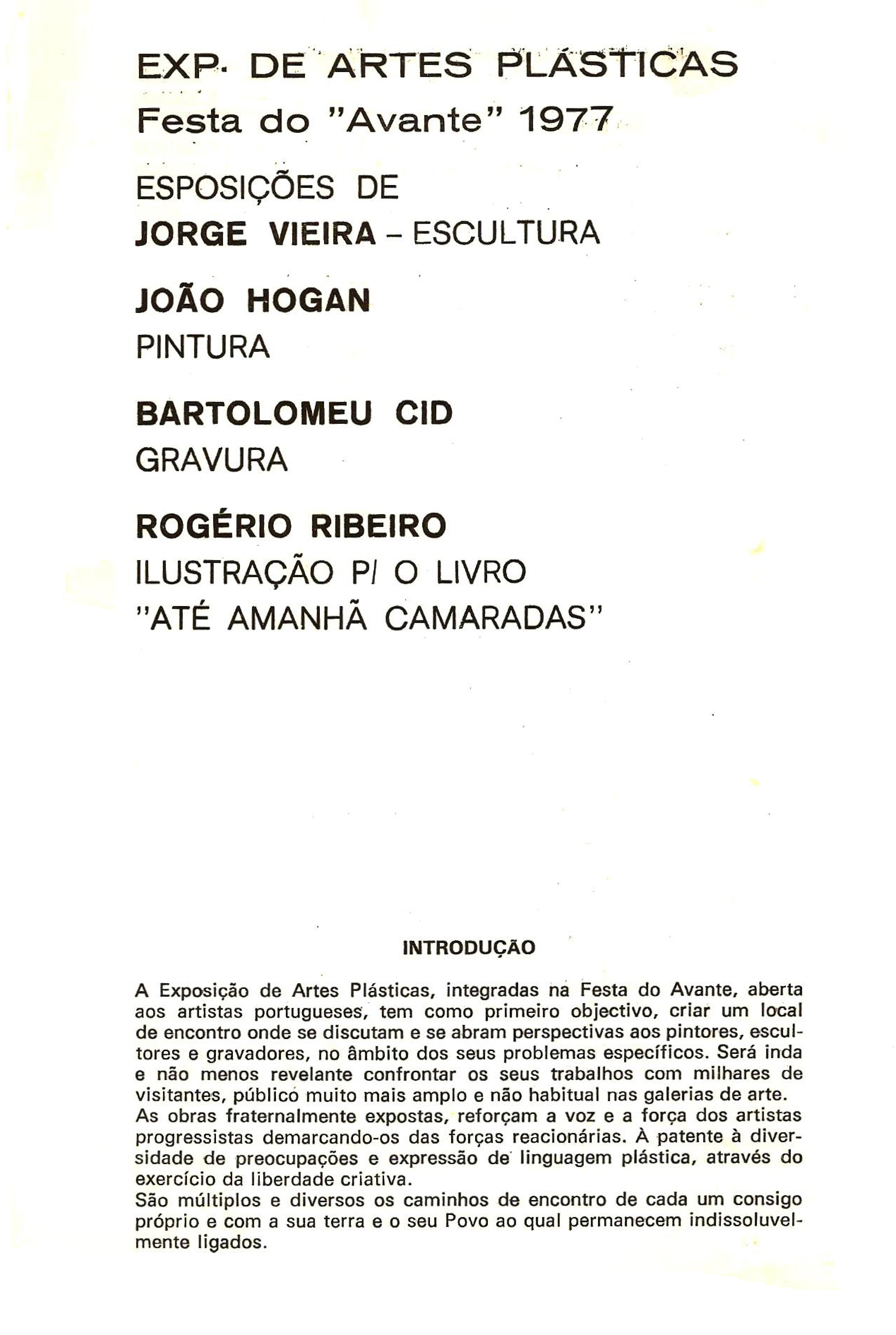
Catálogo Exposição de Artes Plásticas Festa do "Avante!" 1977 no Vale do Jamor - Lisboa

## História

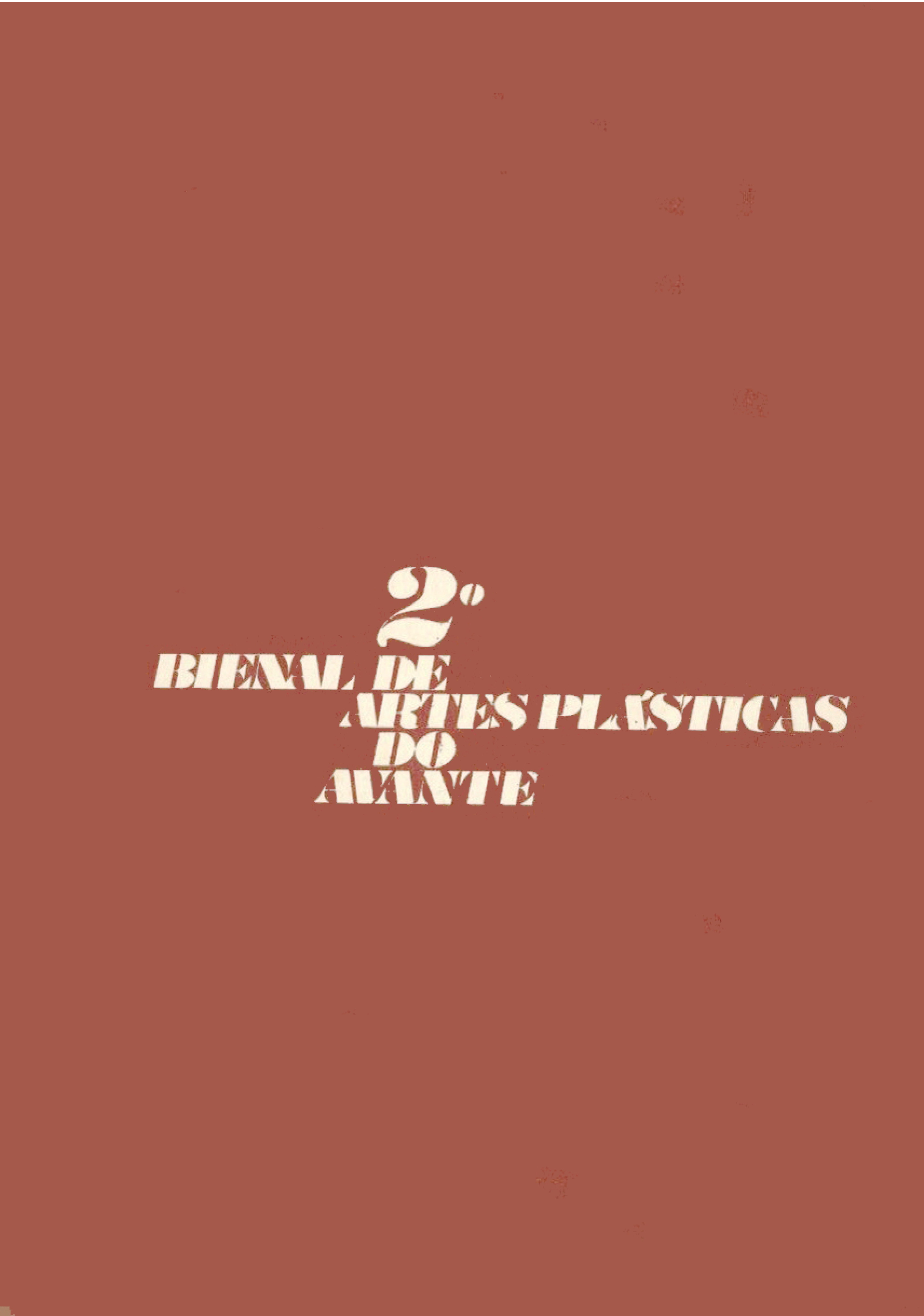
Catálogo da II Bienal de Artes Plásticas do "Avante!", 1979 no Alto da Ajuda - Lisboa

Em 1977, período em que acontecem diversas «Acções Colectivas» e «Novas Relações Arte-público» na arte portuguesa realiza-se a Exposição de Artes Plásticas Festa do "Avante!", uma grande manifestação artística colectiva, que muito contribuiu para a criação de uma nova dinâmica de relações entre a arte e o público. Na sua primeira edição foi realizada uma especial referência à obra artística de João Hogan, Jorge Vieira, Bartolomeu Cid e Rogério Ribeiro.
Uma das principais inovações da primeira exposição na Festa do Avante!, que na sua segunda edição, em 1979, adquiriu um estatuto de Bienal, foi a de «colocar os milhares de pessoas que acorriam à Festa em confronto com obras de arte que para muitas lhes eram distantes ou mesmo quase desconhecidas por se encontrarem confinadas aos espaços, museus e galerias…» , e assim veio a acontecer de forma ininterrupta de dois em dois anos até à actualidade, onde já participaram nomes de destaque nacional como Abel Manta, Aberto Gordillo, Ângelo de Sousa, António Carmo, Artur Rosa, Armando Alves, Augusto Cabrita, Bartolomeu Cid dos Santos, Carlos Botelho, Costa Pinheiro, Eurico Gonçalves, Helena Almeida, Helder Baptista, Henrique Ruivo, Ilda Reis, Irene Ribeiro, Isabel Laginhas, Isabel Sabino, Isabel Cabral e Rodrigo Cabral, João Cutileiro, Jorge Pinheiro, Jorge Vieira, José Aurélio, José Mouga, Júlio Pomar, Luís Noronha da Costa, Luís Rodrigues, Maria Gabriel, Maria Keil, Pedro Chorão, Querubim Lapa, Rogério Ribeiro, Teresa Magalhães, Sá Nogueira, Vitor Manaça, Agostinho Santos, Alfredo Luz, Ana Teixeira, Américo Silva, António Pimentel, Cabral Pinto, Henrique Silva, Henrique do Vale, Jaime Silva, Catarina Leitão, João Vasco Paiva, Jorge Pé-Curto, José Rosinha, Luís Ralha, Margarida Leão e Virgínia Fróis, a nível internacional, nomes como Sebastião Salgado, Malangatana ou Óscar Niemeyer, entre muitos outros artistas convidados.
Exposição-Concurso
A Bienal de Artes plásticas da Festa do Avante organiza em todas as suas edições uma Exposição-concurso, onde podem participar, de acordo com um Regulamento, todas as obras e disciplinas artísticas consideradas hoje património das artes plásticas, sendo selecionadas para a exposição por um júri constituído por nomes de referência do meio artístico a nível nacional e elementos da Comissão de Organização. Recordamos o júri da primeira exposição, em 1997, foi constituído por João Hogan, Jorge Vieira, Rui Mário Gonçalves, Virgílio Domingues, seguidos de muitos outros, como Manuel Gusmão, Cisela Bjork, Luis Carlos Amaro, Rodrigo Cabral, Dinis Guarda, Fernando Guerreiro, Pitum Keil do Amaral, Manuela Bronze, Carlos Vidal, Pedro Fazenda, Nuno Pedrosa, Pedro Pousada, Jaime Silva, Sérgio Vicente, Andreas Stöcklein, Helena Elias, João Duarte, Acácio Carvalho e Filipa Pena.

### Homenagens
Em conjunto com as Bienais são também organizadas exposições individuais onde são realizadas homenagens e referências à obra artística de muitos artistas plásticos a nível nacional, como João Hogan, Jorge Vieira, Bartolomeu Cid, e Rogério Ribeiro (1977), Vasco da Conceição e António Domingues (1979), Cipriano Dourado (1981), Abel Manta e Carlos Botelho (1983), Gil Teixeira Lopes (1985), Álvaro Perdigão (1989), Jorge Pinheiro, Pedro Chorão, Sá Nogueira e Virgílio Domingos (1991), Rogério Amaral (1997), Jorge Vieira (1999), Dias Coelho (2006), Bartolomeu Cid dos Santos e Luis Ralha (2009), Álvaro Cunhal (2013), José Araújo (2017) e José Santa-Bárbara (2019).

### Outros projectos
Paralelamente ou integrado nas Bienais divulgam-se também outros projectos, intervenções ou manifestações artísticas relevantes e convidaram-se entidades, grupos, escolas ou associação de artistas com trabalho de criação, ensino e dinamização da arte como a Mostra de Arquitectura e Design (1993); Exposição Documental “A Festa Começa no Papel” (2001); Participação da ESTGAD-Caldas da Rainha e Escola de Artes Visuais Maumaus (2003), Convite às associações Extra]muros[ e AAA-Associação dos Antigos Alunos da ARCA-EAUC - Coimbra  e  Instalação “Arte contra a Barbárie” (2005); Exposição AAA-Associação dos Antigos Alunos da FBAUL- Lisboa e Exposição “A Arte e Revolução na Revolução de Outubro” (2007); Exposição “Ensaios em Torno do espaço: Sete Mulheres, Sete Esculturas em Ferro” e Painéis “Os Olhos do Gato de Goya” de Eduardo Neves (2009); Exposição e Intervenção "Eva" de Margarida Botelho (2011); Exposição e Intervenções de Arte Urbana (2015) e foram convidados artistas a integrarem bienais ou para exposições como a de Artistas Convidados (2015); Instalação/Exposição “Centenário da Revolução de Outubro” (2017); Projeto artístico “Os Escolhidos” de Sérgio Teixeira (2023)..

## Anos intercalares às Bienais
A Comissão de Artes Plásticas do Avante!, para além da organização das bienais, tem também assumido diversas exposições ou intervenções artísticas nos anos intercalares, como sejam Exposição Fotografia  “Objectiva´84” (1984); Exposição colectiva “Sequências, Confrontos, Rupturas da Arte Contemporânea” (1996); projecto “Arte de Transformar e Mostra de Vídeo”(2000); a Mostra «Comunica@to–arte e comunicação na política» (2004); Exposição Rogério Ribeiro (2008); Exposição "Guernica" e Exposição de Fotografia “O Trabalho e os Trabalhadores” (2012); Exposições Convidados e Documental «Rupturas Anos 70» e Fotografia de Eduardo Gageiro - 40 Fotos Nos 40 Anos do 25 de Abril” (2014); Exposições "Gravura Hoje!" e “Cenas do Sec.XX” de Francisco da Silva Dias (2016); a Exposição "Medalha Contemporânea" de João Duarte, a Colectiva de Pintura e Escultura  e a  Exposição/Instalação de Serigrafia do Projecto "Galdéria" (2018). Exposição de Fotografia "Os Valores de Abril na Arte Pública Portuguesa" de Pedro Soares (25 fotografias) e Instalação Artística Participativa "Em Cada Rosto Igualdade" com a coordenação de Mário Rainha Campos (Retratos a carvão realizados pelos visitantes com o auxílio de uma câmara obscura ótica) (2024).   
Salientamos ainda as exposições a nível internacional: “Exposição Internacional de Gravura” onde participaram 46 artistas de 28 países e teve como artista convidado o gravador Gil Teixeira Lopes (1985); Exposição Internacional de Fotografia “Objectiva´86”, com destaque para Dimitri Baltherman, Carlos Relvas e Augusto Cabrita e participaram artistas do Brasil, Bulgária, Espanha, EUA, Holanda, Hungria, Japão, Jugoslávia, Portugal, RDA e URSS (1986); a “Exposição Internacional RDA e URSS” (1989); a Exposição Internacional de Artes Plásticas «Que Viva Abril», com a participação de 20 artistas portugueses e 25 artistas franceses e teve como consultores  Raoul Jean Moulin e Rui Mário Gonçalves (Festa do Avante! 2,3,4 Setembro 1994 - Fête de L´Humanité 9,10,11 September 1994); a Exposição “Trabalho” de Sebastião Salgado (1996) e a Exposição “Óscar Niemeyer”, arquitecto brasileiro e teve textos de Niemeyer, Álvaro Siza, Rogério Gonçalves, Prof. Arq. S. Formosinho Sanchez e Fernando Távora (1998).